# Paul Huber
Paul Huber (Kirchberg, 17 februari 1918 – Sankt Gallen, 25 februari 2001) was een Zwitsers componist, dirigent, muziekpedagoog en organist.

## Levensloop
In 1928 overleed Hubers moeder en kort erna zijn vader als gevolg van een vleesvergiftiging. De boerderij van de ouders werd verkocht en de negen kinderen werden bij ooms, tantes en bekenden van de familie ondergebracht. Huber kwam terecht bij een kinderloos echtpaar in hetzelfde dorp, de bankier Alfons Stolz-Elser en zijn vrouw Hedwig, die hem liefdevol steunden. Zijn eerste piano- en theorielessen kreeg hij van Helen Tuason in Wil, die een leerling van Emil Frey was. 
Huber volgde pedagogiekstudies aan een College in het kanton Wallis in 1933. Daarnaast kreeg hij pianolessen en werkte ook in het studentenharmonieorkest mee. Verder studeerde hij aan het St. Antonius College in Appenzell. Ook hier kreeg hij piano- en orgellessen en speelde in het studentenorkest en zong in het studentenkoor mee. Hier schreef hij zijn studentenliederen en vond de première van zijn motet Tantum ergo in de kloosterkerk plaats. 
Tot zijn eindexamen studeerde hij aan het St. Fidelis College in Stans, waar hij meerdere stukken voor koor en harmonieorkest schreef, die door studenten uitgevoerd werden. Naast kamermuziek componeerde hij zijn eerst orkestwerk, een Hymnische Musik auf den Frühling. 
Gedurende zijn militaire dienst schreef hij ook militaire marsen. In die tijd had hij de beslissing genomen om muziek te gaan studeren. 
Hij studeerde van 1940 tot 1947 aan het conservatorium in Zürich in de vakken contrapunt bij Willy Burkhard, piano bij Rudolf Wittelsbach, orgel bij Luigi Favani en schoolmuziek bij Ernst Hörler. Van 1947 tot 1948 studeerde hij bij Nadia Boulanger in Parijs. Van 1943 tot 1949 was hij organist aan de stedelijke St. Nikolaas-kerk in Wil, Zwitserland. Van 1951 tot 1983 was hij zang- en pianodocent aan de Kantonsschool te Sankt Gallen. In 1979 werd hij eredoctor van de Universiteit van Fribourg Fribourg, Zwitserland.

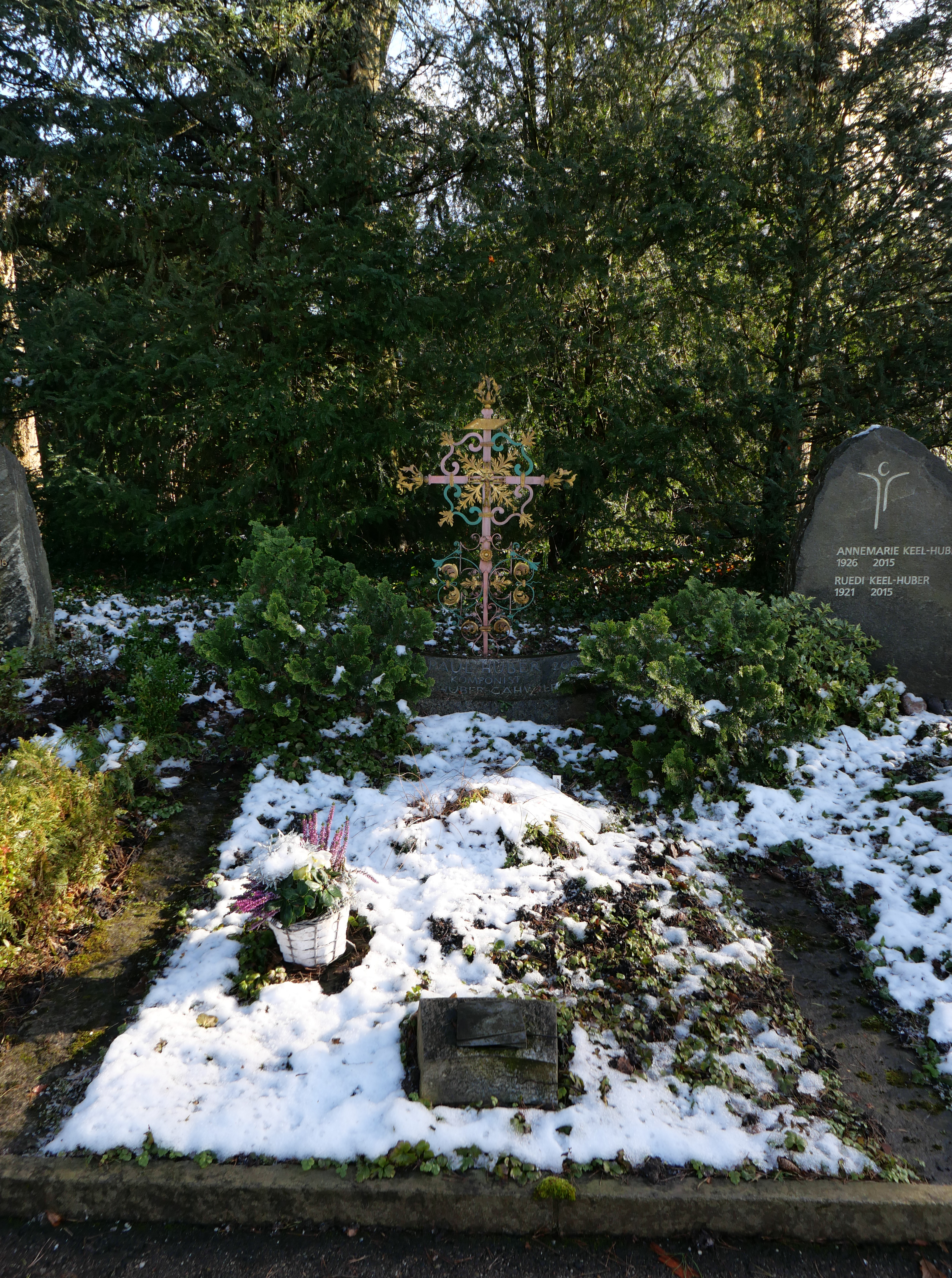
Het graf in 2025.

In de tijd na de Tweede Wereldoorlog had hij ook als componist zijn eerste successen. Zijn mis Messe zu Ehren des heiligen Gallus ontving van de St. Gallischer Diözesan-Cäcilienverband de 3e prijs in een compositieconcours. De Konzert Ouvertüre voor harmonieorkest ging op het St. Gallische Kantonalmusikfest in Altstätten met succes in première. De verantwoordelijken van het Eidgenössische Musikfest te Sankt Gallen gaven hem de opdracht een werk voor hun festival te schrijven. Dat werd het werk Frau Musika. Deze compositie droeg bij aan zijn bekendheid over de Kantonsgrenzen heen en in het buitenland. 
Zijn oeuvre omvat liederen voor school-, kinder-, vrouwen-, mannen- en gemengde koren. Hij componeerde talrijke motetten, cantates, oratoria, gelegenheidsmuziek, een kameropera, een zangspel, symfonieën en kamermuziek. Noemenswaardig zijn ook zijn composities voor harmonie- en fanfareorkesten en brassbands.
Huber wordt begraven op het Ostfriedhof in St. Gallen. Zijn vrouw Hedi, geboren Gähwiler (1928-2009) vond haar laatste rustplaats aan zijn zijde.

## Composities

### Werken voor orkest
- 1964 Concert voor viool en orkest nr. 1
- De Nostrae actatis angoribus (symfonie)
- Sinfonie
- Concert voor viool en orkest nr. 2

### Missen en geestelijke muziek
- 1953-1954 Der verlorene Sohn, oratorium voor solisten, gemengd koor en orkest - tekst: Georg Thürer
- 1974 Lobe den Herren - kleine liedcantate voor volkszang, jeugdkoor, gemengd koor en orgel
- 1976 Kleine Sonnenmesse - voor mannenkoor, 2 trompetten, 2 trombones en orgel
- 1977 Messe der hohen Liebe - voor gemengd koor, volkszang, blazers, pauken en orgel - tekst: naar Silja Walter
- 1984 Kleine Deutsche Festmesse "Gib uns Frieden" - voor gemengd koor, 2 trompetten, 2 trombones en orgel
- Grosse Messe (in c-mineur)
- Requiem
- Hymnus Corpus Christi Mysticum
- Missa brevis in C
- Miserere mei
- Magnificat
- Tantum ergo (motet)
- Te Deum

### Werken voor harmonie- en fanfareorkest en brassband
- 1948 Helveticus (patriottische ouverture)
- 1948 Romantische Konzertouvertüre
- 1955 Capriccio
- 1956 Präludium in modo classico
- 1956 Suite in Es
- 1957 Serenade in vier bewegingen
  1. Auftakt
  2. Lied
  3. Intermezzo
  4. Ausklang
- 1959 Intrade und Fuge
- 1959 Legende
- 1960 Hymne
- 1960 Notturno
- 1960 Ouvertüre pastorale
- 1960 Rondo
- 1960 Sarabande (In oude stijl)
- 1963 Meditation
- 1963 Psalm
- 1964 Introduction und Choral
- 1966 Der Dämon symfonische studie met het Dies irae
- 1967 Feiertag
- 1967 Festchoral
- 1968 Ballade
- 1969 Der fröhliche Musikant (suite voor harmonieorkest)
- 1969 Kirmes, Kleine Festouvertüre
- 1970 Arlecchino (capriccio voor harmonieorkest)
- 1970 Fantasie in C
- 1970 Jubelhymnus
- 1971 Aufruf
- 1972 Burtolf (symfonische muziek voor harmonieorkest)
- 1972 Introitus
- 1973 Fantasia Eroica
- 1973 Feierliche Intonation
- 1974 Festlicher Bläserchor
- 1974 Scherzo Capriccioso
- 1976 Hymnus "Victimae paschali laudes"
- 1977 Fantasie über eine Appenzeller Volksweise
- 1978 Choral, Variationen und Fuge
- 1979 Sinfonietta "Thurgovia"
- 1981 Schöpfung (voor koor en harmonieorkest)
- 1982 Canto Solenne
- 1982 Kleine Festmusik
- 1984 Bergruf
- 1985 Evocazione
- 1987 Kaleidoskop
- 1989 Gaudeamus, fünf studentische Szenen
- 1989 Triptychon
- Bläsermusik Nr.1, 2 und 3
- Canzone festiva
- Caprice voor brassband
- Confoederatio Helvetica (voor gemengd koor en harmonieorkest)
- Inpromptu
- Interludium
- Pilatus (symfonische muziek voor harmonieorkest)
- Postludium über ein gregorianisches Motiv
- Prolog
- Symphonic Music for Brass-Band

### Muziektheater

#### Opera's
| Voltooid in | titel            | aktes  | première                              | libretto    |
| ----------- | ---------------- | ------ | ------------------------------------- | ----------- |
| 1956-1957   | Das Schaufenster | 1 akte | 1957, Sankt Gallen, stedelijk theater | Dino Larese |

#### Zangspel
| Voltooid in | titel      | aktes | première               | libretto    |
| ----------- | ---------- | ----- | ---------------------- | ----------- |
| 1962        | Die Brücke |       | 28 juni 1962, Amriswil | Dino Larese |